# Eine kleine Nachtmusik (Film)
Eine kleine Nachtmusik ist eine deutsche Filmbiografie über Wolfgang Amadeus Mozart aus dem Jahr 1939. Regie führte Leopold Hainisch. Es handelt sich um eine Verfilmung der Novelle Mozart auf der Reise nach Prag von Eduard Mörike, lässt sich aber im Vergleich zur Vorlage einige Freiheiten.

## Handlung
1787: Der junge Komponist Mozart befindet sich in finanzieller Not. Da erhält er eine Nachricht von der Oper aus Prag, die ihn für die Premiere seines jüngsten Werkes Don Giovanni als Dirigent engagieren will. Mozart bekommt den Reisewagen der Baronin von Waldstätten zur Verfügung gestellt, die seit jeher eine großzügige Gönnerin des Komponisten ist. Zusammen mit seiner Frau Constanze macht sich Mozart auf die Reise nach Prag. 
Das Paar übernachtet in einem Gasthaus. Mozart macht vor dem Schlafengehen noch einen kleinen Spaziergang. Dabei lernt er die junge Komtess Eugenie kennen, die an diesem Abend ihre Verlobung feiert. Sie bittet Mozart, an dem Fest teilzunehmen. Er ist Feuer und Flamme für die hübsche Komtess und kehrt erst am nächsten Morgen zu seiner Frau zurück. Die Nacht mit Eugenie hat ihm bei der Suche nach einem geeigneten Schluss für die Opernaufführung geholfen. Die Premiere in Prag erweist sich als überragender Erfolg für Mozart.

## Veröffentlichung
Eine kleine Nachtmusik wurde erstmals am 18. Dezember 1939 in Prag uraufgeführt. Seine deutsche Premiere erlebte der Film am 7. Februar 1940. Am 25. August 1957 wurde er im Fernsehen der DDR gezeigt.
1942 kam mit Wen die Götter lieben ein weiterer Spielfilm über Mozart während der Zeit des Nationalsozialismus in die Kinos.